# Ефірні олії
Ефі́рна, або ете́рна (ете́рова), олі́я — являє собою концентровану гідрофобну рідину, що містить леткі (випаровуються при кімнатній температурі) хімічні сполуки рослин. Ефірні олії також відомі як леткі олії, есенціальні олії. Ефірна олія є «есенціальною» в тому сенсі, що вона містить «есенцію» аромату рослини — характерний аромат рослини, з якої вона отримана.

## Методи отримання
Ефірні олії зазвичай видобувають шляхом перегонки, часто з використанням пари. Інші процеси включають віджим або холодне поршневе пресування, екстракцію розчинником, екстракцію методом анфлеражу, методом сфуматуи. Екстракція ефірної олії належить до процесу виділення ароматичних сполук із сировини з використанням різних методів. Результатами екстракції є ефірні олії, абсолюти, конкрети, залежно від кількості восків в екстрагованому продукті. До певної міри всі ці методи дозволяють отримати екстракт з ароматом, відмінним  від аромату сировини. Тепло, хімічні розчинники або вплив кисню в процесі екстракції можуть денатурувати деякі ароматичні сполуки, або змінюючи характер їх запаху, або навіть позбавляючи запаху, а частка кожного ароматичного компонента, що екстрагується, може різнитися.
Дистиляція
Найбільш поширені ефірні олії, такі як лаванда, м'ята, олія чайного дерева, пачулі та евкаліпт, відганяють. Сирий рослинний матеріал, що складається з квіток, листя, деревини, кори, коріння, насіння або шкірки, поміщають у перегінний куб (перегінний апарат) над водою. Коли вода нагрівається, пара проходить через рослинний матеріал, випаровуючи леткі сполуки. Пари проходять через змійовик, де вони знову конденсуються в рідину, яка потім збирається у приймальній посудині. Більшість олій дистилюються в одному процесі. Існують винятки, наприклад іланг-іланг (Canganga odorata), очищають фракційною перегонкою. Реконденсована вода називається гідрозолем, гідролатом, трав'яним дистилятом або рослинною водною есенцією, яка може продаватися як ще один ароматний продукт. Гідрозолі включають  воду троянди, воду лаванди, воду меліси, мускатної шавлії та воду квіток апельсина. Зростає використання трав'яних дистилятів у косметиці.
Пресування
Більшість олій зі шкірки цитрусових отримують механічним способом або методом холодного віджиму (аналогічно екстракції оливкової олії). Через відносно велику кількість олії в шкірці цитрусових та низьких витрат на вирощування та збір сировини цитрусові олії дешевше, ніж більшість інших ефірних олій
Сфуматура або slow-folding - це традиційна техніка ручного вилучення ефірних олій з цитрусових шкірки за допомогою губки. Цей процес, що сходить до Італії 18-го століття, досі проводиться на Сицилії, хоч і все рідше. Незважаючи на сучасний набір складних машин для отримання цитрусової олії, навіть найкраще обладнання не наближається до якості олій, добутих методом сфуматури. За допомогою «растрелло» - спеціального ножа у формі ложки, свіжа шкірка відокремлюється від м'якоті. Потім її ретельно промивають вапняною водою і сушать на тканих циновках або спеціальних кошиках від 3 до 24 годин, залежно від зрілості фруктів, температури та вологості. Висушену шкірку складають і кілька разів притискають до губок круговими рухами, в результаті чого отримують ефірну олію.
Екстракція розчинником
Більшість квітів містять мало ефірної олії, для використання методу віджиму, їх хімічні компоненти надто делікатні і легко денатуруються за високої температури, що використовується при паровій дистиляції. Натомість для отримання олій використовується розчинник, такий як гексан або надкритичний діоксид вуглецю. Екстракти з гексану та інших гідрофобних розчинників називаються конкретами, які є сумішшю ефірної олії, восків, смол та інших ліпофільних (маслорозчинних) рослинних матеріалів. Хоча конкрети дуже ароматні, вони містять велику кількість непахучих восків та смол. Часто для отримання ароматної олії з конкрету використовується інший розчинник, наприклад етиловий спирт. Спиртовий розчин охолоджують протягом понад 48 годин, що викликає осадження воску та ліпідів. Потім осад відфільтровують, а етанол видаляють випаровуванням  або продуванням, з розчину що залишився, саме так отримують абсолют.
Надкритичний діоксид вуглецю використовується як розчинник при надкритичній флюїдній екстракції. Цей метод дозволяє уникнути нафтохімічних залишків у продукті та втрати деяких «верхніх нот» при використанні перегонки з водяною парою. Він дає абсолюту напряму. Надкритичний діоксид вуглецю витягує як воски, і ефірні олії, у тому числі складається конкрет. Подальша обробка рідким діоксидом вуглецю, що досягається в тому ж екстракторі шляхом простого зниження температури екстракції, відокремлює воски від ефірних олій. Цей низькотемпературний процес запобігає розкладу та денатурації сполук. Коли екстракцію завершено, тиск знижується до атмосферного, і вуглекислий газ перетворюється на газ, не залишаючи залишку.

## Ефірні олії основні категорії
Дана категоризація підтверджується або документально або за допомогою газової хроматографії експериментально натуральні та ті що зазнали впливу. Для розв'язання питання про натуральність ефірної олії проводять її хроматографічний аналіз та порівнюють отриману хроматограму з хроматограмою свідомо натурального зразка ефірної олії, опублікованих у спеціальних виданнях.
Натуральні ефірні олії — одержують із натуральної сировини за класичною технологією, у тому числі фолдові та детерпенізовані. Натуральні ефірні олії використовуються в основному у фармацевтиці, ароматерапії, парфумерії та харчовому виробництві.
Ефірні олії, що зазнали впливу. Ефірні олії натуральні стандартизовані/відновлені. Стандартизація (зазвичай використовується для фармакопейних олій) або відновлення. Натуральні стандартизовані/відновлені олії складаються з натуральної ефірної олії, до якої додатково додані натуральні речовини, характерні для даної олії. Природні ефірні олії — суміші хімічних речовин, концентрація яких може змінитися або відхилятися зі стандартизованих діапазонів через кліматичні та/або екологічні причини. Можна стандартизувати вміст характерних речовин, додаючи речовини, наприклад ізольовані з іншого природного джерела. Відновлені олії складаються з натуральної ефірної олії, в яку додатково додані натуральні речовини, характерні для даної олії. Ці речовини одержують із натуральних ефірних олій фізичними методами (вакуумною ректифікацією, виморожуванням або детерпенізацією). Метою такого додавання є збільшення вмісту деяких компонентів, що є важливими для якості олії з метою коригування хімічного складу. Такі олії за європейськими стандартами також відноситься до натуральних, однак із застереженням, що це натуральне відновлене. Якість такої олії висока, якщо дотримано співвідношення компонентів, характерних для стандартної олії і додані компоненти мають відповідну біологічну активність. Завдяки процесу відновлення список ефірних олій фармакопійної якості значно розширився. Ці олії використовуються нарівні з натуральними оліями.
Ефірні олії ідентичні натуральним відновлені можуть розглядатися як окремий випадок стандартизації. Якщо до натуральної ефірної олії додані речовини ідентичні натуральним, характерні для даної олії, такі олії слід назвати відновленими, ідентичними натуральному. Як правило, такі олії також мають біологічну активність, але, меншою мірою, ніж натуральні або натуральні відновлені.
Збагачення. Різновид відновлення для випадку, коли вартість ефірної олії залежить від концентрації основного компонента. Практикується додавання підвищеної кількості характерної речовини, щоб покращити якість. Іноді при збагаченні відбувається заміна характерних компонентів дешевшими синтетичними. Ряд дорогих ефірних олій (троянда, неролі) розбавляють нейтральними розчинниками, які мають запаху. Ці розчинники можуть бути синтетичними або ідентичними або натуральними.
Реконструювання. Ефірні олії (трояндова олія, олія жасмину або неролі — ефірна олія з квіток гіркого апельсина), які є занадто дорогими для застосування в економічних товарах, як, наприклад, в ароматах для мила або мийних засобах. Тому ці натуральні композиції реконструюють, тобто природну формулу ефірної олії складають із суміші або натуральних речовин або з ідентичних речовин натуральним.
Використання відновлених та реконструйованих ефірних олій дозволяє вирішити низку технологічних та економічних проблем, пов'язаних з натуральними оліями. Головна перевага реконструйованих олій – це стабільність їх якості (складу, фізико-хімічних та органолептичних показників), що полегшує роботу з оліями та збільшує термін зберігання. Знижений вміст алергенів. Доступність на ринку (знижена залежність від сезонності та коливання врожайності ефірно-олійної сировини). При реконструюванні ефірної олії виключаються і не додаються несуттєві з точки погляду «корисності» компоненти, але які негативно впливають на аромат ефірної олії. Тому не рідко доводиться стикатися з ситуацією, коли споживач відмовляється від натуральної олії на користь реконструйованої або навіть реконструйованої синтетичної, ґрунтуючись лише на її органолептичних властивостях.

## Згадки в історії
Вплив запахів на психологічний і фізичний стан людини відомий здавна. В печерах Ласко (Франція, провінція Дардонь) були знайдені наскельні малюнки із зображеними на них способами застосування рослин для оздоровлення і лікування. Вік цих малюнків більше ніж 20 тисяч років.
Найдавніша письмова згадка про цілющі властивості ефірних олій — це клинописна табличка, знайдена в Шумері. В ній згадується мирт, чебрець, смола дерев та способи користування рослинними ліками.
В Стародавньому Єгипті широко використовувались ефірні олії та інші пахощі, і фараони нерідко починали війни за володіння ними. Археологи знайшли флакони з ароматичними сумішами в давньоєгипетських гробницях, а ладан і миро згадуються навіть в Старому Заповіті. В Біблії є близько 90 згадок про ефірні олії (пахощі).

## Основні компоненти
Натуральна ефірна олія містить від 200 до 800 компонентів (залежно від виду рослини, з якої добута).
Основні компоненти: терпеноїди, ароматичні сполуки, насичені і ненасичені карбоводні, органічні кислоти та альдегіди, естери, спирти, а також гетероциклічні сполуки аміни, феноли, органічні сульфіди, оксиди та інші.
Склад ефірних олій залежить від виду рослини, її хемотипу, екологічної ситуації в районі проростання рослини, погодних умов під час збирання, умов зберігання сировини, способу приготування олії, а також, у багатьох випадках, від тривалості та умов зберігання.
Вибір показників якості ефірних олій залежить від сфери застосування і визначається їх натуральністю, парфумерними, фармакологічними і смако-ароматичними властивостями.
Основну групу серед них складають речовини, які мають ізопреноїдну структуру. До складу летких олій входять два класи терпеноїдів — монотерпени і сесквітерпени. Ці сполуки знайшли застосування як протимікробні, жовчогінні, шлункові та діуретичні засоби (листки м'яти, листки шавлії лікарської, листки евкаліпта, квітки пижма звичайного та ін.). Леткі олії проявляють значну антитоксичну дію, вживаються і при лікуванні променевої хвороби.

## Застосування ефірних олій
Ефірні олії та їх компоненти застосовуються переважно для ароматизації харчових продуктів, напоїв, виробів побутової хімії, у фармацевтичній промисловості, у медицині і аромотерапії.
- харчові ароматизатори. Що стосується їх застосування в харчових продуктах, ефірні олії протягом всієї історії використовувалися як харчові консерванти, в 20-му столітті Управління з санітарного нагляду за якістю харчових продуктів та медикаментів (FDA) визнало ефірні олії загальновизнаними безпечними[2]
- медичні препарати, лікарські засоби
- компоненти парфумерних та косметичних засобів
- аромотерапія
- сировина для хімічного синтезу (камфора з борнілацетату тощо)
- а також як розчинники тощо
- для ароматизації тютюнових виробів використовуються ароматизатори і есенції, до складу яких можуть входити ефірні олії м'яти перцевої, коріандру, валеріани, ванілі, абсолютна олія з оброблених бобів тонка, які містять кумарин, склареол тощо.
- використання як пестициду. Дослідження показали, що ефірні олії мають потенціал використання як природний пестицид. У тематичних дослідженнях було показано, що деякі олії мають різноманітну відлякувальну дію на шкідників, особливо комах і деяких членистоногих [3][4]. Ці ефекти можуть включати відлякування, придушення травлення, затримку росту[5][6]. Зниження швидкості розмноження або загибель шкідників, що споживають олію. Однак молекули ефірних олій, які викликають ці ефекти, зазвичай нетоксичні для ссавців. Ці специфічні дії молекул дозволяють широко використовувати «зелені» пестициди без шкідливого впливу на будь-кого, крім шкідників[7][8]. Ефірні олії, які були досліджені, включають троянду, лемонграс, лаванду, чебрець, м'яту перцеву, базилік та евкаліпт. S2CID 85741148

## Стандартизація
У 2002 році ISO опублікувала ISO 4720, де стандартизовані ботанічні назви відповідних рослин. Інші стандарти на цю тему можна знайти в розділі ICS 71.100.60
Поняття якості ефірної олії не є абсолютним. Відносність цього поняття в тому, що якість ефірної олії визначається конкретним фактом її застосування. Нічого не можна сказати про якість ефірної олії, яка не має практичного застосування. Показник якості виникає тільки після того, як олії буде знайдено застосування і виникне міра, за якою можна оцінити цю якість, наприклад, певний вміст будь-якої речовини.

### Пряно-ароматичні рослини— сировина для виробництва ефірних олій
- Ажгон, насіння
- Альпінія, корінь
- Амирис, деревина
- Аніс, плоди
- Апельсин, цедра
- Арніка, квіти, корені
- Бальзамне дерево Толу, застиглий бальзам, що збирається з дерев
- Безсмертник, квітучі верхівки рослини
- Бензоїн, смола
- Бергамот, цедра
- Береза пухнаста, бруньки, листя, гілки
- Береза вишнева, кора
- Боб Тонка, боби
- Болдо, листя
- Борнеол, деревина
- Боронія, квіти
- Буркун, сухі квіти
- Бучу, сухі листя
- Валеріана, корені і кореневища у весняний період вегетації
- Ваніль, плоди
- Волошка, листя, верхні частини стебел із квітами
- Вербена лимонна, наземна частина
- Ветівер, корені
- Мірика, листя
- Гарденія жасминова, квітки
- Guaiacum officinale, деревина
- Гвоздика, бруньки, листя, квітки, гілки
- Герань рожева, уся рослина
- Гібіскус, насіння
- Гіацинт, квіти
- Гірчиця, насіння
- Грейпфрут, цедра
- Грушанка, листя
- Деревій, суха трава
- Дубовий мох, уся рослина
- Дягель, корінь
- Дягель, корінь
- Евкаліпт, листя Eucaliptus globulis і ін. види
- Елеми, смола
- Естрагон, наземна частина
- Жасмин (Jasminus), квіти
- Живиця, сирий ексудат
- Іланг-іланг, свіжі квітки
- Бодян справжній, плоди, листя
- Імбир, корінь
- Ірис (Iris), корінь
- Гісоп лікарський (Hyssopum), квітки, листя
- Календула лікарська (Calendulum officinale), квітки
- Камфора, деревина, кора
- Камфорне дерево, листя і молоді пагони
- Кананга, квіти
- Кардамон, насіння
- Кассія, квіти
- Каяпут, листя, гілки
- Кедр, деревина
- Кервель, насіння
- Кипарис, хвоя, пагони, шишки
- Клиноног, квітучі верхівки рослини
- Кмин звичайний, насіння
- Кмин, зрілі плоди (насіння)
- Копаїфера лікарська, стовбур дерева
- Копитень канадський, сухі корені
- Кориця, кора, листя
- Коріандр, розмелені насіння
- Костус, корені
- Критмій морський, квіти і плоди з невеликою кількістю листя
- Кріп городній, насіння, листя, стебла
- Кротон, кора
- Куркума довга, корені
- Лаванда бавовняна, насіння
- Лаванда(Lavandula vera), уся рослина
- Лавр американський, листя
- Лавр шляхетний, сухі листя і гілки
- Ладан, смола дерева, листя і гілки
- Лайм, весь плід або незріла шкірочка
- Левзея, плоди
- Лепеха, корінь
- Лимон, свіжа кірка
- Лимонна трава, суха трава
- Лимонник китайський, уся рослина
- Липа серцелиста, квітки
- Литцея, плоди
- Ліатрис пахуча, листя
- Ліналое, насіння, листя, смола, деревина
- Лотос, квіти
- Любисток лікарський, корені, листя, насіння
- М'ята кучерява, листи, квітучі верхівки рослини
- М'ята перцева (Mentha piperita), листя, квітучі верхівки рослини
- Майоран, сухі квіти і листя
- Мандарин, цедра
- Манука, листя, гілки
- Лобода, наземна частина, насіння
- Материнка звичайна, квіти
- Материнка іспанська, квіти
- Меліса, верхівки стебел із квітами
- Метельник прутоподібний, квіти
- Мигдаль, плоди
- Мирокарпус, деревина
- Мироксилон, бальзам, деревина, плоди
- Мирра, смола або зелені частини рослини
- Мирт, листя, гілки
- Мімоза, квіти
- Модрина сибірська, хвоя, живиця
- Морква, насіння
- Мускатний горіх, насіння; оболонка насінин
- Найолі, листя
- Нард, корені
- Нарцис, квітки
- Неролі, квіти апельсинового дерева
- Оман високий, сухі корені
- Оман запашний, корені, квітуча частина
- Пальмароза, свіжа чи суха трава
- Пачулі, висушені листя і трава
- Перець чорний, насіння
- Петитгрейн, листя, пагони
- Петрушка, насіння і свіжі листя, пагони (іноді корені)
- Пижмо, наземна частина
- Полин гіркий, квіти, листя
- Полин звичайний, квіти, листя
- Равинтсара, листя
- Розмарин, квітучі верхівки рослини або ціла рослина
- Ромашка блакитна, суцвіття
- Ромашка марокканська, квітки і трава
- Ромашка римська, квіти
- Рута запашна (Rutha arveolens), уся рослина
- Сандал, Корені і деревна серцевина
- Саро, свіже листя
- Сассафрас, кора
- Селера, насіння, листя
- Смолоносиця, корені, наземна частина рослини
- Сосна звичайна (Pinia), хвоя, молоді гілки
- Сосна канадська, хвоя
- Стиракс, виділення з-під кори
- Танжерин, цедра
- Трояндове дерево, стовбур
- Троянда, квітки Rosa damascena і ін. види.
- Троянда (Rosa), квіти
- Чебрець (Thymus), квітуча надземна частина
- Чорнобривці (Tagetes), квітконоси
- Тубероза, свіжі бутони
- Туя (Thuja), листя, пагони і кора
- Фенхель (Phoeniculum), подрібнене насіння
- Ферула, молочний сік
- Фіалка запашна, листя, квіти
- Фісташка мастикова, живиця, листя
- Хміль звичайний (Humulus lupulus), шишки
- Хрін, корені
- Цибуля ріпчаста, цибулина
- Цитронелла, трава
- Чабер гірський, висушена трава
- Чабер садовий, уся рослина
- Чайне дерево, листя
- Часник польовий, цибулини
- Чорнобривці, наземна частина рослини
- Шавлія лікарська (Salvia officinalis), суцвіття в момент цвітіння
- Шавлія мускатна, висушена рослина
- Яборанді, листя
- Ялина, хвоя
- Ялиця, хвоя, шишки, молоді гілки
- Ялівець (Juniperus), ягоди (шишкоягоди); деревні відходи, обпилювання